# Robert Burren Morgan
Robert Burren Morgan, född 5 oktober 1925 i Lillington, North Carolina, död 16 juli 2016 i Buies Creek, North Carolina, var en amerikansk demokratisk politiker. Han representerade delstaten North Carolina i USA:s senat 1975–1981.
Morgan studerade vid East Carolina College 1942–1944 och 1946–1947. Han tjänstgjorde i USA:s flotta. Han avlade 1950 juristexamen vid Wake Forest College.
Morgan var ledamot av delstatens senat 1955–1969 och delstatens justitieminister (North Carolina Attorney General) 1969–1974. Han kandiderade till USA:s senat i senatsvalet 1974 och vann valet mot republikanen William Stevens. Han kandiderade sex år senare till omval men förlorade mot John Porter East.